# Vedat Dalokay

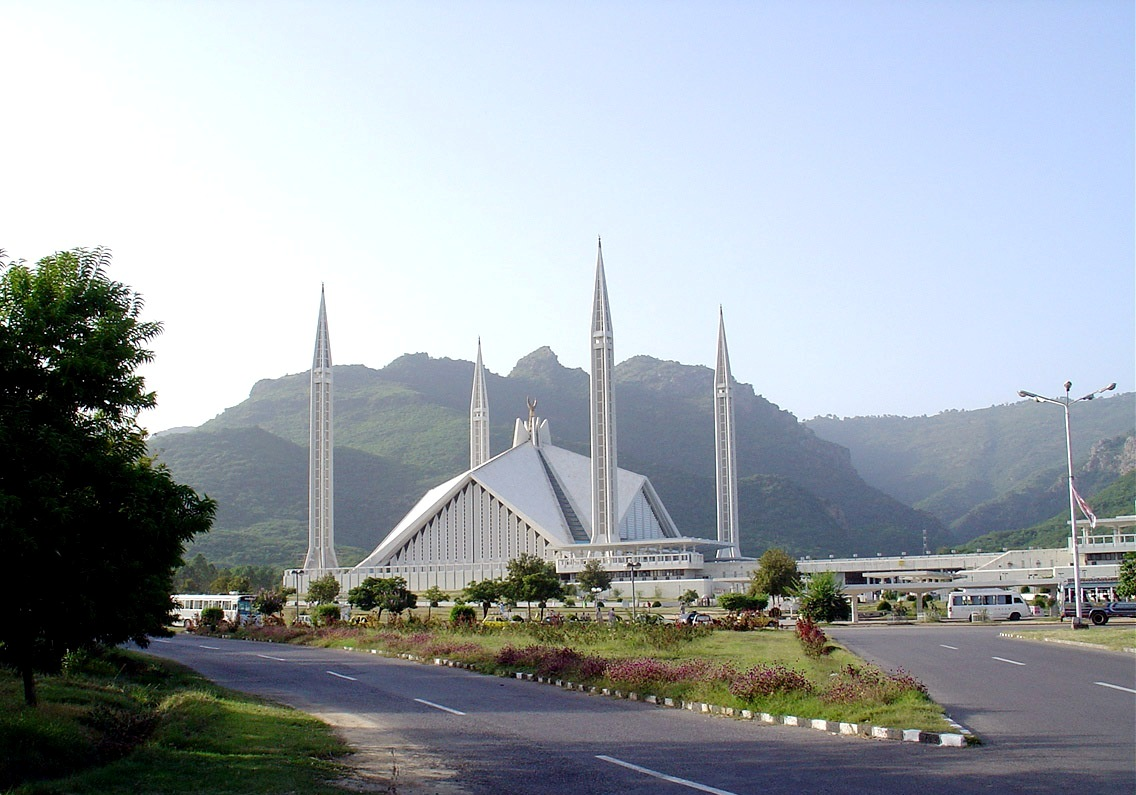
La mosquée Faisal d'Islamabad.

Vedat Ali Dalokay, né le 10 novembre 1927 à Elâzığ et mort le 21 mars 1991 à Kırıkkale, est un architecte turc.

## Biographie
Vedat Dalokay étudie à l'université technique d'Istanbul puis à l'université de Paris.
Sa principale réalisation architecturale est la mosquée Faisal d'Islamabad. Il s'agissait initialement du projet (1963) pour la mosquée mosquée de Kocatepe à Ankara, bientôt abandonné parce que jugé trop moderne et pas assez en phase avec les modèles du grand architecte ottoman, Sinan (mort en 1588). Et c'est finalement à Islamabad qu'il fut réalisé.
Vedat Dalokay a été également maire d'Ankara de 1973 à 1977.